# Merlin atmos
Merlin atmos is een livealbum van Van der Graaf Generator.
Vooruitlopend op een korte Europese tournee naar aanleiding van het verschijnen van ALT oefende de band het nummer Flight, dat Hammill opnam voor zijn soloalbum A black box. Het is een suite van meer dan 20 minuten. Toen dat nummer in de vingers zat, stelde Hammill voor om een ander lang nummer van de band weer eens te spelen: A plague of lighthouse keepers. Dat nummer van Pawn hearts bevatte destijds zoveel overdubs, dat het live niet uit te voeren was. Met de techniek van 2013 zag de band wel mogelijkheden. Zo ontstond in wezen een album rondom twee nummers, want VDGG brengt hun albums (nog altijd) op vinyl uit. Tijdens de daaromheen gebouwde concertreeks deed de band ook Nederland aan. Op 24 juni 2013 speelde VDGG in de Melkweg in Amsterdam.

## Musici
- Peter Hammill – zang, gitaar, toetsinstrumenten
- Hugh Banton – hammondorgel, baspedalen
- Guy Evans – slagwerk

## Muziek
De elpee versie bevat alleen de tracks Flight (kant 1) en A plague of lighthouse keepers (kant 2).

| Nr. | Titel                                                                  | Afkomstig van album    | Duur  |
| --- | ---------------------------------------------------------------------- | ---------------------- | ----- |
| 1.  | Flight (Hammill)                                                       | A black box            | 21:30 |
| 2.  | Lifetime (Hammill)                                                     | Trisector              | 5:11  |
| 3.  | All that before (Hammill, Banton, Evans)                               | Trisector              | 7:46  |
| 4.  | Bunsho (Hammill, Banton, Evans)                                        | A grounding in numbers | 5:48  |
| 5.  | A plague of lighthouse keepers (Hammill, Banton, Evans, David Jackson) | Pawn hearts            | 24:05 |
| 6.  | Gog (Hammill)                                                          | In camera              | 6:39  |

| Nr. | Titel                                          | Afkomstig van album    | Duur  |
| --- | ---------------------------------------------- | ---------------------- | ----- |
| 1.  | Interference patterns (Hammill, Banton, Evans) | Trisector              | 4:28  |
| 2.  | Over the hill (Hammill, Banton, Evans)         | Trisector              | 12:36 |
| 3.  | Your time starts now (Hammill, Banton, Evans)  | A grounding in numbers | 4:14  |
| 4.  | Scorched earth (Hammill)                       | Godbluff               | 10:14 |
| 5.  | Meurglys III, The songwriter’s guild (Hammill) | World record           | 15:24 |
| 6.  | Man-Erg (Hammill)                              | Pawn hearts            | 11:30 |
| 7.  | Childlike faith in childhood’s end (Hammill)   | Still life             | 11:30 |